# Arcieparchia di Mosul dei Siri
L'arcieparchia di Mosul dei Siri (in latino: Archieparchia Mausiliensis Syrorum) è una sede della Chiesa cattolica sira in Iraq. Nel 2021 contava 4.700 battezzati. È retta dall'arcieparca Qusay Mubarak Abdullah (Younan) Hano.

## Territorio
L'arcieparchia include i centri di Mosul, Qaraqosh, Bartella, Bashiqa, Zakho e Kirkuk.
Sede arcieparchiale è la città di Mosul, dove si trova la cattedrale di San Tommaso.
Il territorio è suddiviso in 11 parrocchie.

## Storia
L'arcieparchia fu eretta nel 1790.
Nel 1862 e nel 1863 cedette porzioni di territorio a vantaggio dell'erezione rispettivamente dell'arcieparchia di Baghdad e dell'eparchia di Gazireh (oggi soppressa).
Dal 1893 al 1897 fu sede del patriarcato di Antiochia dei Siri e perciò arcieparchia propria del patriarca Ignace Behnam II Benni.
La caduta della città in mano ai miliziani dello Stato Islamico dell'Iraq e del Levante nel giugno 2014 ha avuto conseguenze disastrose per le differenti comunità cristiane; il palazzo episcopale siro-cattolico è stato dato alle fiamme, mentre alcuni monasteri nei dintorni della città sono stati presi ed evacuati con la forza. Secondo la testimonianza del patriarca siro-cattolico Ignace Joseph III Younan, i cristiani sono costretti a convertirsi all'islam o a lasciare la città.
Il 28 giugno 2019 ha ceduto una porzione di territorio a vantaggio dell'erezione dell'eparchia di Adiabene.

## Cronotassi dei vescovi
Si omettono i periodi di sede vacante non superiori ai 2 anni o non storicamente accertati.
- Cyril Bennam Bechara † (1790 - dopo il 1800)
- Grégoire Issa Mahfouz (Hisa o Higa) † (3º decennio del XIX secolo)
- Cyrille Behnam Benni † (9 marzo 1862 - 12 ottobre 1893 eletto patriarca di Antiochia)
  - Sede patriarcale (1893-1897)[4]
  - Sede vacante (1897-1901)
- Grégoire Pierre Habra † (16 agosto 1901 - 24 marzo 1924 nominato arcieparca di Damasco)
- Atanasio Giorgio (Cyrille) Dallal † (31 luglio 1926 - 14 dicembre 1951 deceduto)
- Jules Georges Kandela † (20 febbraio 1952 - 23 agosto 1959 dimesso[5])
- Cyrille Emmanuel Benni † (6 ottobre 1959 - 9 dicembre 1999 deceduto)
- Basile Georges Casmoussa (Alqass Moussa) (8 maggio 1999 - 26 giugno 2010 dimesso)
- Youhanna Boutros Moshe (1º marzo 2011 - 18 settembre 2021 ritirato)[6]
- Qusay Mubarak Abdullah (Younan) Hano, dal 7 gennaio 2023

## Statistiche
L'arcieparchia nel 2021 contava 4.700 battezzati.
| anno | popolazione | popolazione | popolazione | presbiteri | presbiteri | presbiteri | presbiteri                | diaconi | religiosi | religiosi | parrocchie |
| anno | battezzati  | totale      | %           | numero     | secolari   | regolari   | battezzati per presbitero | diaconi | uomini    | donne     | parrocchie |
| ---- | ----------- | ----------- | ----------- | ---------- | ---------- | ---------- | ------------------------- | ------- | --------- | --------- | ---------- |
| 1949 | 20.000      | ?           | ?           | 30         | 30         |            | 666                       |         |           |           | 12         |
| 1970 | 14.300      | 1.709.000   | 0,8         | 23         | 23         |            | 621                       |         |           | 75        | 12         |
| 1980 | 17.500      | ?           | ?           | 24         | 24         |            | 729                       |         |           | 17        | 8          |
| 1990 | 23.500      | ?           | ?           | 20         | 20         |            | 1.175                     |         |           | 23        | 6          |
| 1999 | 29.500      | ?           | ?           | 20         | 20         |            | 1.475                     |         |           | 19        | 9          |
| 2000 | 30.000      | ?           | ?           | 15         | 15         |            | 2.000                     |         |           | 18        | 7          |
| 2001 | 30.000      | ?           | ?           | 20         | 20         |            | 1.500                     |         |           | 18        | 10         |
| 2002 | 35.000      | ?           | ?           | 27         | 23         | 4          | 1.296                     |         | 4         | 18        | 12         |
| 2003 | 35.000      | ?           | ?           | 26         | 22         | 4          | 1.346                     |         | 8         | 20        | 12         |
| 2004 | 35.000      | ?           | ?           | 27         | 23         | 4          | 1.296                     |         | 8         | 20        | 12         |
| 2009 | 35.000      | ?           | ?           | 36         | 32         | 4          | 972                       |         | 11        | 44        | 15         |
| 2013 | 44.000      | ?           | ?           | 81         | 55         | 26         | 543                       |         | 34        | 5         | 15         |
| 2016 | 45.000      | ?           | ?           | 48         | 22         | 26         | 937                       |         | 33        | 3         | 13         |
| 2019 | 4.500       | ?           | ?           | 48         | 22         | 26         | 93                        |         | 27        | 3         | 13         |
| 2020 | 4.600       | ?           | ?           | 48         | 22         | 26         | 96                        |         | 30        |           | 13         |
| 2021 | 4.700       | ?           | ?           | 56         | 30         | 26         | 83                        | 3       | 28        |           | 11         |